# 法蘭克尼亞薩勒河

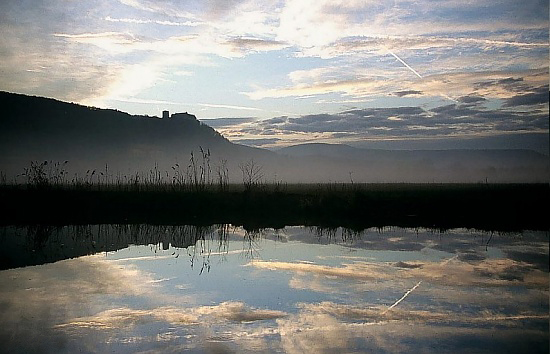

法蘭克尼亞薩勒河（德語：Fränkische Saale）是德國的河流，位於巴伐利亞，屬於美因河的右支流，河道全長125公里，流域面積2,764.82平方公里，河畔城鎮有巴特基辛根、巴特柯尼希斯霍芬、萨勒河畔巴特诺伊施塔特、哈默尔堡和美因河畔格明登。